# Saya Kuroeda
Saya Kuroeda (黒枝 咲哉, Kuroeda Saya), né le 28 septembre 1995 à Ōita, est un coureur cycliste japonais.

## Palmarès sur route

### Par année
- 2013
  -  Champion du Japon sur route juniors
  -  Médaillé de bronze du championnat d'Asie sur route juniors
- 2015
  - 2e du championnat du Japon sur route espoirs

### Classements mondiaux
| Année         | 2014 | 2015 | 2016 | 2017 |
| ------------- | ---- | ---- | ---- | ---- |
| UCI Asia Tour | 427e | 296e |      | 576e |

## Palmarès sur piste

### Championnats nationaux
- 2016
  -  Champion du Japon de vitesse par équipes (avec Koki Horl et Ryuta Nogami)